# غواصة يو-158
كانت الغواصة يو-158 واحدة من 329 غواصة خدمت في البحرية الإمبراطورية الألمانية خلال الحرب العالمية الأولى.